# Zuidzandse Molen
De Zuidzandse molen is een ronde stenen beltmolen aan de Sluissedijk in Zuidzande in de Nederlandse gemeente Sluis. De molen is gebouwd in 1874 en is tot 1968 in gebruik geweest als korenmolen. Ten gevolge van stormschade is de molen in dat jaar stilgezet. Pas in 1981 is hij hersteld. In 1996 werd de molen opnieuw gerestaureerd, waarbij het gevlucht weer Oudhollands werd.
De Zuidzandse molen heeft twee koppels maalstenen: 1 koppel 15der en 1 koppel 16der kunststenen.